# Praça de Espanha (metrostation)
Praça de Espanha is een metrostation aan de Blauwe lijn van de Metro van Lissabon. Het station is geopend op 29 december 1959.
Het station is in 1980 verbouwd, daarbij zijn de perrons verlengd om de exploitatie van de metro van Lissabon met langere metrotreinen mogelijk te maken. De verlengde perrons werden op 15 oktober 1980 geopend.
Het is gelegen aan de Praça de Espanha.